# Can Serra
Can Serra – stacja metra w Barcelonie, na linii 1. Stacja została otwarta w 1987 roku.